# Фен, Крис
Кристофер Майкл «Крис» Фен (англ. Christopher Michael "Chris" Fehn; 24 февраля 1973) — американский музыкант, известный как бывший перкуссионист и бэк-вокалист группы Slipknot, а также как бас-гитарист Will Haven.

## Биография
Крис родился в Де-Мойне 24 февраля 1973 года. Известно, что до участия в группе он играл в качестве кикера в футбольной команде Уэйнского государственного университета. Фен присоединился к Slipknot в апреле 1997 года, заменив Брэндона Дарнера, как тот заменил в своё время другого перкуссиониста — Грэга Уэлтса.
Брэндон отдал маску новому участнику, и Крис состоял в группе вплоть до 14 марта 2019 года.
Уход был осуществлён после поданного им иска против своих коллег по группе по причине отсутствия надлежащей оплаты за групповую активность во время гастролей. Перкуссионист обвинил своих одногруппников в теневых доходах, о которых он не был осведомлён. После чего, 18 марта, в связи с окончанием судебных процессов, на официальном сайте группы было объявлено, что Крис больше не является участником группы Slipknot.
25 октября 2019 г. принял участие в качестве барабанщика вместе с Ди Снайдером из Twisted Sister на вокале и Миком Марсом из Mötley Crüe на гитаре в песне «These Old Boots» с сольного альбома экс-гитариста Motörhead Фила Кэмпбелла «Old Lions Still Roar».

## Дискография
С Slipknot
- 1999: Slipknot
- 2001: Iowa
- 2004: Vol.3 (The Subliminal Verses)
- 2008: All Hope Is Gone
- 2012: Antennas to Hell
- 2014: 5. : The Gray Chapter
- 2018: All Out Life (Сингл)

С Will Heaven
- 2011: Voir Dire